# Acropelta carvifolia
Acropelta es un género monotípico de helechos perteneciente a la familia  Dryopteridaceae. Su única especie: Acropelta carvifolia, es originaria de China.

## Taxonomía
Acropelta carvifolia fue descrita por (Diels) Pic.Serm. y publicado en Webbia 31(1): 254. 1977.